# Nicolas Loir

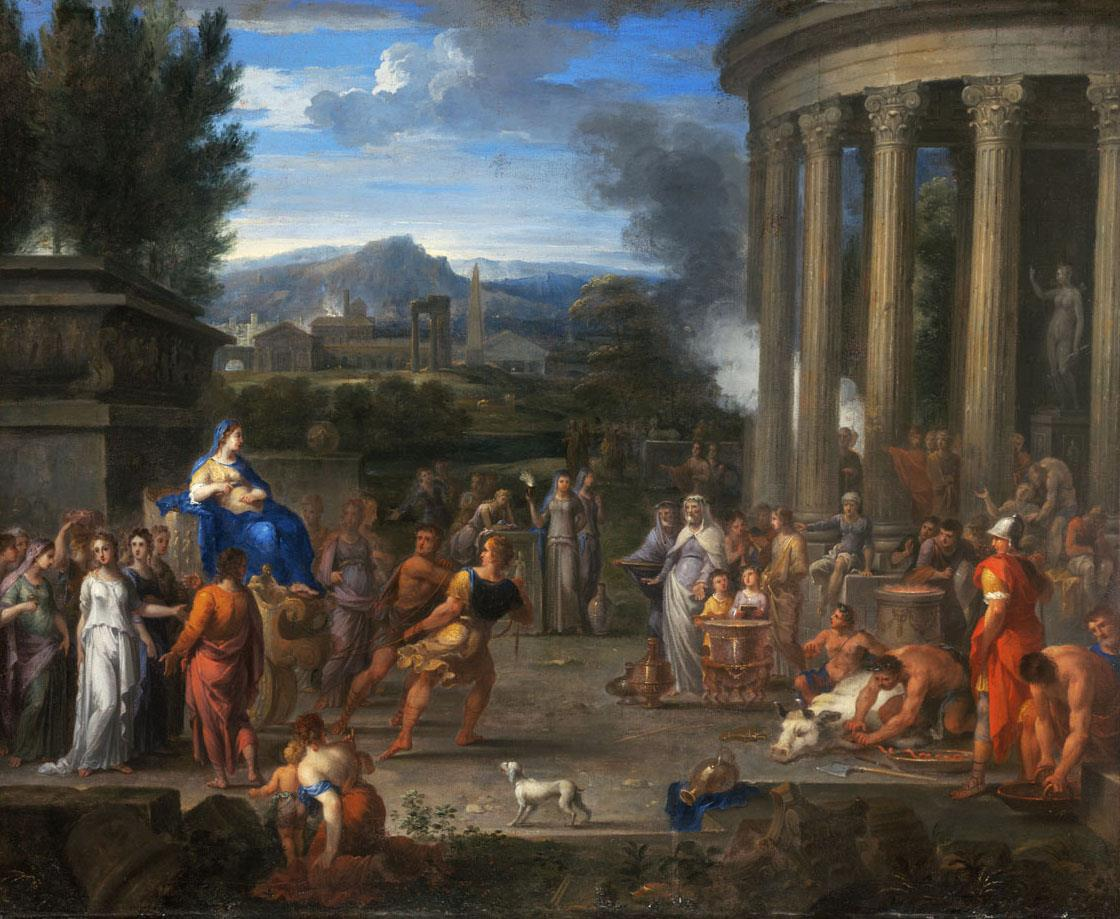
Cleobis y Bitón.

Nicolas Pierre Loir (París, 1624 - Ídem, 1679), fue un pintor y grabador francés, especializado en alegorías religiosas e históricas.
Según el RKD fue alumno de Sébastien Bourdon y Simon Vouet, y posteriormente se hizo seguidor de Nicolas Poussin. Viajó a Italia en los años 1647–1649, y en 1650 volvió a París. En 1669, su discípulo François de Troy se casó con su cuñada Jeanne Cotelle. Roger de Piles le incluyó en su lista de notables artistas franceses, anotando que era hijo de un orfebre y muy buen dibujante. Cornelis de Bie escribió un poema conmemorativo de su arte en la página 491 de su obra Het Gulden Cabinet.